# Chen Mingshu
Chen Mingshu (chinois simplifié : 陈铭枢, chinois traditionnel : 陳銘樞, 15 octobre 1889– 15 mai 1965) est un général et homme politique chinois.

## Biographie
Diplômé de l'académie militaire de Baoding, il participe à l'expédition du Nord de 1926. Il est brièvement premier ministre de la république de Chine après que Tchang Kaï-chek a quitté son poste en décembre 1931. Il prend part à la guerre de Shanghai de 1932 contre l'armée impériale japonaise.
Il est l'un des principaux chefs de la rébellion du gouvernement populaire du Fujian et du parti populaire productif (en) dont l'échec le force à s'exiler à Hong Kong. En 1948, il rejoint le comité révolutionnaire du Kuomintang puis, après la fondation de la république populaire de Chine, siège à la conférence consultative politique du peuple chinois et à l'assemblée nationale populaire. Durant la campagne anti-droitiste, de 1957-59, il est accusé d'être « droitiste » et contraint de quitter la politique.